# Maison d'arrêt de Strasbourg
La maison d'arrêt de Strasbourg est une maison d'arrêt française située dans la commune de Strasbourg, dans le département du Bas-Rhin et dans la région Grand-Est.
L'établissement dépend du ressort de la direction interrégionale des services pénitentiaires de Strasbourg. Au niveau judiciaire, l'établissement relève du tribunal judiciaire de Strasbourg et de la cour d'appel de Colmar.

## Histoire

### XXesiècle
Le projet de la maison d'arrêt de Strasbourg est envisagé dès les années 1960 mais est initié en 1983 par Robert Badinter. Les travaux durent de juillet 1985 à 1988. L'établissement ouvre en 19 septembre 1988 et est destiné à remplacer les deux anciennes prisons strasbourgeoises, la prison Sainte Marguerite et celle de la Rue du Fil. La maison d'arrêt de Strasbourg remplace également la prison de Haguenau, fermée en 1986.
À partir de 1990, l'établissement accueille désormais les détenus issus de la prison de Saverne, à la suite de la fermeture de cet établissement.

### XXIesiècle
En 2014, l'établissement a été récompensé par le prix anti-gaspillage du ministère de l'agriculture, et par le prix de la semaine européenne de réduction des déchets (EWWR) remis à Budapest au mois de mai 2015.
En 2019, la maison d'arrêt est le deuxième établissement du pays à ouvrir une unité pour détenus violents, nouveau type d'unité de très haute sécurité destiné à mieux prendre en charge la violence dans les prisons.
En 2021, lors de la crise du COVID-19, l’établissement est identifié comme cluster.

## Description
Située au 6 Rue Engelmann à Strasbourg, dans le quartier de l'Elsau, la maison d'arrêt est l'un des trois établissements pénitentiaires du département. Elle dépend du ressort de la direction interrégionale des services pénitentiaires de Strasbourg et, au niveau judiciaire, relève du tribunal judiciaire de Strasbourg et de la cour d'appel de Colmar.
L'établissement a une capacité d'accueil de 424 places pour des détenus majeurs hommes et femmes, mineurs, prévenus ou condamnés à des peines de moins d'un an. Il comprend quatre bâtiments de détention qui sont répartis entre un quartier "Maison d'arrêt Hommes" de 386 places composé de deux bâtiments, un quartier "Maison d'arrêt Femmes" de 19 places et un quartier "Maison d'arrêt Mineurs Hommes" de 19 places composés chacun d'un bâtiment,.
L'établissement accueille également un quartier SMPR qui est une antenne de l’hôpital de Brumath et qui héberge les détenus de la collectivité européenne d'Alsace, souffrant de troubles psychologiques graves.
L'établissement est le plus gros établissement pénitentiaire de la direction interrégionale des services pénitentiaires de Strasbourg après la maison d'arrêt de Nancy-Maxéville.
La surpopulation de l'établissement est régulièrement constatée,, et fait parfois l'objet de mouvements de contestation de la part du personnel. En conséquence de ces constats, le vieillissement prématuré et la dégradation de la structure de l'établissement sont également régulièrement signalés.
Au 1er février 2022, l'établissement accueillait 657 détenus, soit un taux d'occupation de 155%.

## Actions environnementales et de réinsertion
En 2001, l'établissement est le premier établissement en France à lancer son site Internet et, en 2002, il lance un nouveau site permettant aux internautes de poser des questions sur l'univers carcéral. Ce site est initié dans le cadre d'un projet pédagogique à destination des détenus, pour les détenus illettrés ou à des fins d'apprentissage des outils informatiques, les détenus n'accédant cependant pas directement à Internet,.
L'établissement expérimente depuis 2008, dans les quartiers d’isolement, des activités d’art-thérapie et de médiation animale où le détenu apprend à gérer sa violence en s'occupant d’un animal, le plus souvent un chien ou un cochon d’Inde.
La maison d'arrêt est l'un des signataires de la charte "tous unis pour plus de biodiversité" de l'Eurométropole de Strasbourg. Elle est engagée dans une politique de développement durable déclinant des actions dans différentes directions : lutte contre le gaspillage alimentaire, tri et réduction des déchets, jardin partagé, maîtrise des fluides, promotion de la biodiversité, compostage (composteur d'une capacité de 50 m3).
Depuis 2015, une activité de jardin partagé est également mise en place au quartier femmes qui permet à un groupe de détenues de pratiquer le jardinage et qui s'accompagne d'une formation professionnelle en horticulture.
En 2024, la Maison d'arrêt de Strasbourg comporte sept bibliothèques réparties dans l'établissement pour un total de près de 20 000 ouvrages. Les bibliothèques sont gérées par des détenus. Un partenariat avec l'association de réinsertion par la lecture Lire pour en sortir doit permettre de donner accès à la lecture au cœur des cellules de près de 700 détenus.

## Rapport critique du CGLPL de2015sur les conditions de détention
En 2015, un rapport critique du Contrôleur général des lieux de privation de liberté met en lumière d'importants dysfonctionnements de l'établissement et des dégradations des conditions de détentions,,.
La situation constatée par le CGLPL est considérée comme suffisamment grave pour nécessiter le recours à une procédure d'urgence pour formuler des recommandations sur un établissement pénitentiaire. C'est la cinquième fois que cette procédure exceptionnelle est mise en œuvre depuis la création du poste de CGLPL en 2008,.
Le rapport est cependant contesté par le ministère de la justice et donne lieu à des échanges par médias interposés, qualifiés d'acerbes dans certains médias, entre la contrôleure Adeline Hazan et la ministre de la justice Christiane Taubira,.

## Événements notables
En 2023, la Maison d'arrêt de Strasbourg fait partie des quarante établissements pénitentiaires engagés dans la seconde édition du Prix Goncourt des détenus.
En 2024, elle participe à nouveau parmi quarante cinq établissements pénitentiaires à la troisième édition du Prix Goncourt des détenus.
Le Prix Goncourt des détenus est une initiative du Centre national du Livre (CNIL) et de l'Académie Goncourt, en partenariat avec l'administration pénitentiaire.
Le projet se déroule sur plusieurs mois avec une lecture des auteurs sélectionnés par l’Académie, des discussions et rencontres locales et des délibérations régionales et nationales pour la désignation du lauréat final.

## Incidents notables
Le 30 janvier 2006, deux détenus de l'établissement s'évadent en brisant la fenêtre de leur cellule et en confectionnant une corde avec leurs draps, l'un d'eux s'étant cependant blessé lors de l'évasion et a immédiatement été repris. Les deux détenus s'étaient déjà évadés auparavant de la prison de Colmar mais avaient été repris.
En 2018, un incendie, apparemment provoqué par une détenue placée à l'isolement, entraine l'évacuation de 40 personnes (détenues et personnel) et l'hospitalisation de trois détenues. Plusieurs incidents sont également déclenchés en août de la même année.